# گمینا رگنوو
گمینا رگنوو (به لهستانی:  Gmina Regnów) یک گمینا در لهستان است که در شهرستان راوا واقع شده‌است. گمینا رگنوو ۴۵٫۵۸ کیلومتر مربع مساحت و ۱٬۸۵۶ نفر جمعیت دارد.